# 天主教盧埃納教區
天主教盧埃納教區（拉丁語：Dioecesis Lvenana）是安哥拉一個羅馬天主教教區，屬紹里木總教區。
盧索教區成立於1963年7月1日，1979年5月16日易名至今。
教區98位於莫希科省。2006年有教友58,900人（佔轄區總人口17.7%）、十三個堂區、九名司鐸。現任教區主教為熱蘇斯·蒂爾蘇·布蘭科。